# András Forgách

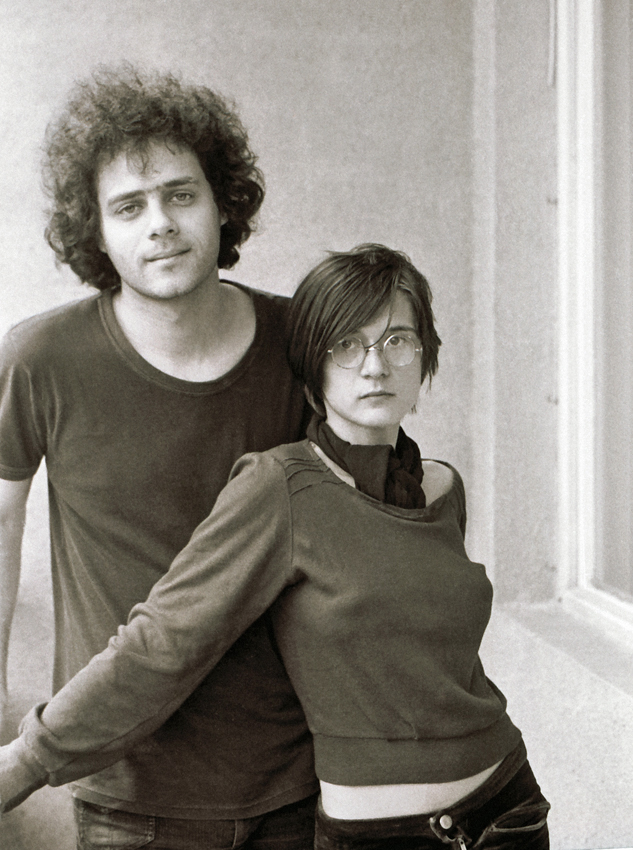
András Forgách et Lenke Szilágyi, 1982

Dans le nom hongrois Forgách András, le nom de famille précède le prénom, mais cet article utilise l’ordre habituel en français András Forgách, où le prénom précède le nom.
András Forgách, né le 18 juillet 1952 à Budapest, est un écrivain, dramaturge, acteur et scénariste hongrois. Également traducteur, il a traduit Shakespeare et Beaumarchais en hongrois.